# Kylie: Live in New York
Kylie: Live in New York je album v živo avstralske pop pevke Kylie Minogue.
Album so posneli med njeno turnejo North American Tour 2009, natančneje med njenim nastopom v plesni dvorani Hammerstein v New Yorku.
14. decembra 2009 je izšel ekskluzivno le preko nekaterih spletnih trgovin v digitalni različici.
Kljub temu, da je Kylie Minogue pesem na tistem koncertu izvedla, album ne vključuje nastopa s pesmijo »Better than Today«, saj je slednja vključena na njen takrat še neizdan album Aphrodite.
12. decembra 2009 je Kylie Minogue prvo polovico albuma izdala preko svojega uradnega kanala na YouTubeu.

## Izid
Album so na začetku izdali le digitalno, in sicer v več internetnih trgovinah, tako v Združenih državah Amerike kot drugod.
Da bi album promovirala, je Kylie Minogue polovico vsega albuma objavila na svojem kanalu na YouTubeu.
V sklopu promocije svojega enajstega glasbenega albuma Aphrodite, so v trgovinah Asda Supermarkets poleg albuma Live in New York zastonj delili tudi promocijske plakate za album Aphrodite.
Poleg tega so 19. septembra 2010 v prilogo revije The Mail on Sunday vključili promocijski EP, naslovljen Performance.

## Seznam pesmi
| Standardna različica | Standardna različica | Standardna različica |
| Št.                  | Naslov | Dolžina              |
| -------------------- | --- | -------------------- |
| 1.                   | „Overture: Somewhere / Over the Rainbow / The Sound of Music‟ | 1:40                 |
| 2.                   | „Light Years‟ | 4:20                 |
| 3.                   | „Speakerphone‟ | 4:46                 |
| 4.                   | „Come Into My World‟ | 3:55                 |
| 5.                   | „In Your Eyes‟ | 3:22                 |
| 6.                   | „Everything Taboo Medley: Shocked / What Do I Have to Do? / Spinning Around / What Kind of Fool / Do You Dare / It's No Secret / Keep On Pumpin' It Up / I'm Over Dreaming Over You / Ride On Time / Such a Good Feeling / Finally / The Real Slim Shady / Buffalo Girls‟ | 9:18                 |
| 7.                   | „Like a Drug‟ | 4:49                 |
| 8.                   | „Boombox / Can't Get Blue Monday Out of My Head‟ | 5:03                 |
| 9.                   | „Slow‟ | 6:21                 |
| 10.                  | „2 Hearts‟ | 4:18                 |
| 11.                  | „Red Blooded Woman / Where the Wild Roses Grow‟ | 4:44                 |
| 12.                  | „Heart Beat Rock‟ | 2:14                 |
| 13.                  | „Wow‟ | 3:01                 |
| 14.                  | „White Diamond Theme‟ | 2:09                 |
| 15.                  | „White Diamond‟ | 3:11                 |
| 16.                  | „Confide in Me‟ | 4:47                 |
| 17.                  | „I Believe in You‟ | 3:03                 |
| 18.                  | „Burning Up / Vogue‟ | 3:20                 |
| 19.                  | „The Locomotion‟ | 4:56                 |
| 20.                  | „Kids‟ | 5:00                 |
| 21.                  | „In My Arms‟ | 4:09                 |
| 22.                  | „Better the Devil You Know‟ | 4:42                 |
| 23.                  | „The One‟ | 4:27                 |
| 24.                  | „I Should Be So Lucky‟ | 3:55                 |
| 25.                  | „Love at First Sight‟ | 6:40                 |
| Skupna dolžina:      | Skupna dolžina: | 122:02               |

| iTunesove dodatne pesmi | iTunesove dodatne pesmi                                   | iTunesove dodatne pesmi |
| Št.                     | Naslov                                                    | Dolžina                 |
| ----------------------- | --------------------------------------------------------- | ----------------------- |
| 26.                     | „Light Years‟ (studijska verzija Stevea Andersona)        | 4:47                    |
| 27.                     | „Speakerphone‟ (studijska verzija Stevea Andersona)       | 5:35                    |
| 28.                     | „Come Into My World‟ (studijska verzija Stevea Andersona) | 3:54                    |
| Skupna dolžina:         | Skupna dolžina:                                           | 136:18                  |

| ASDA-jev promocijski dodatek | ASDA-jev promocijski dodatek | ASDA-jev promocijski dodatek |
| Št.                          | Naslov                       | Dolžina                      |
| ---------------------------- | ---------------------------- | ---------------------------- |
| 1.                           | „Come Into My World‟         | 3:54                         |
| 2.                           | „Slow‟                       | 4:21                         |
| 3.                           | „Wow‟                        | 3:01                         |
| 4.                           | „Better the Devil You Know‟  | 4:42                         |
| 5.                           | „Love at First Sight‟        | 6:40                         |
| Skupna dolžina:              | Skupna dolžina:              | 22:38                        |

| Performance (promocijski dodatek revije The Mail on Sunday) | Performance (promocijski dodatek revije The Mail on Sunday) | Performance (promocijski dodatek revije The Mail on Sunday) |
| Št.                                                         | Naslov                                                      | Dolžina                                                     |
| ----------------------------------------------------------- | ----------------------------------------------------------- | ----------------------------------------------------------- |
| 1.                                                          | „In Your Eyes‟                                              | 3:21                                                        |
| 2.                                                          | „Wow‟ (z albuma X)                                          | 3:11                                                        |
| 3.                                                          | „Love at First Sight‟                                       | 4:51                                                        |
| 4.                                                          | „I Believe in You‟                                          | 3:00                                                        |
| 5.                                                          | „Boombox / Can't Get Blue Monday Out of my Head‟            | 4:56                                                        |
| 6.                                                          | „Too Much‟ (z albuma Aphrodite)                             | 3:17                                                        |
| 7.                                                          | „Slow‟                                                      | 4:25                                                        |
| 8.                                                          | „In My Arms‟                                                | 3:51                                                        |
| 9.                                                          | „Speakerphone‟                                              | 4:47                                                        |
| 10.                                                         | „Come Into My World‟                                        | 3:40                                                        |
| 11.                                                         | „Like a Drug‟                                               | 4:52                                                        |
| 12.                                                         | „Light Years‟                                               | 4:22                                                        |
| Skupna dolžina:                                             | Skupna dolžina:                                             | 48:32                                                       |

## Ostali ustvarjalci
- Spremljevalni vokali – Roxanne Wilde, Lucita Jules
- Bas kitara – Jenni Tarma
- Bobni (električni in akustični) – Matthew Racher
- Kitara – Adrian Eccleston
- Klaviature – Sarah De Courcy
- Producent, mešanje, programer – Steve Anderson
- Posnel – Gary Bradshaw
- Saksofon – Graeme Belvins
- Pihala – Barnaby Dickinson
- Trobenta – Graeme Flowers